# Neobisium velebiticum
Neobisium velebiticum är en spindeldjursart som beskrevs av Beier 1938. Neobisium velebiticum ingår i släktet Neobisium och familjen helplåtklokrypare. Inga underarter finns listade i Catalogue of Life.